# لويس هورتادو
لويس هورتادو (بالإسبانية: Luis Alfonso Hurtado)‏ (24 يناير 1994 بكالي في كولومبيا - ) هو لاعب كرة قدم كولومبي في مركز حراسة المرمى، شارك في الألعاب الأولمبية الصيفية 2016. وشارك مع منتخب كولومبيا تحت 17 سنة لكرة القدم ومنتخب كولومبيا تحت 20 سنة لكرة القدم. أما مع النوادي، فقد لعب مع ديبورتيفو كالي.

## وصلات خارجية
- لويس هورتادو على موقع الاتحاد الدولي (مؤرشف)  (الإنجليزية)
- لويس هورتادو على موقع قاعدة بيانات كرة القدم.إي يو (الإنجليزية)
- لويس هورتادو على موقع Soccerway.com (الإنجليزية)
- لويس هورتادو على موقع أوليمبيديا (الإنجليزية)
- لويس هورتادو على موقع AS.com (الإسبانية)